# Насер Хадер
Насер Хадер (араб. ناصر خضر  Арабська вимова: [ˈnɑːsˤer xɑdˤer]; (1 липня 1963 , Дамаск )) — сирійсько-данський політик, член Фолькетингу в 2001—2011 роках і знову в 2015—2022 роках. До 2021 року був членом Консервативної народної партії.
Уперше був обраний до парламенту від Соціально-ліберальної партії Данії в 2001 році. У 2007 році залишив цю партію, щоб заснувати Новий Альянс (пізніше Ліберальний Альянс). На національних виборах 13 листопада 2007 року партія Насера Хадера «Новий альянс» отримала п'ять місць у парламенті. Після бурхливого року партія розпустилася, і Хадер став незалежним членом парламенту Данії до приєднання до Консервативної народної партії 17 березня 2009 року. Хадер втратив своє місце на парламентських виборах у Данії 2011 року, але повернув його на виборах 2015 року. У 2021 році Хадер покинув Консервативну народну партію та заявив, що не балотуватиметься на переобрання.
У 2000 році він представив ідею 24-річного правила. У своїй книзі «Khader.dk» Насер Хадер стверджував, що це правило має бути включене в імміграційний закон Данії, щоб запобігти примусовим шлюбам. Правило 24 років було введено в 2002 році. Його проголосували як закон, який підтримали всі основні політичні партії в парламенті, як Закон про імміграцію § 9, п. 1.
Провідний прихильник мирного співіснування демократії та ісламу, Хадер став співзасновником асоціації противників ісламського супрематизму та джихадизму в 2008 році з метою сприяти свободі слова та надихати поміркованих мусульман у всьому світі, з розгортанням карикатурного скандалу. Новий рух отримав назву «Помірковані мусульмани», пізніше перейменовані на «Демократичних мусульман».
У 2009 році Хадер вперше запропонував повністю заборонити бурку (паранджу) в рамках інтеграційної ініціативи парламентської групи консерваторів, описавши це як «неданське» та «пригнічення жінок». Але лише в травні 2018 року законодавці схвалили закон, запропонований Хадером і широко відомий як заборона паранджі.
Насер Хадер був названий серед сотні найвпливовіших данців XX століття і був одним із 500 найвпливовіших мусульман світу з 2009 року

## Походження
Насер Хадер — син палестинця та матері-сирійки. Він виріс у невеликому сільському містечку за Дамаском у традиційному сирійському вихованні. Будучи палестинським біженцем, його батько мав труднощі з отриманням хорошої роботи в Сирії, і хоча вони жили в селі його дружини, її часто називали «Тією, що вийшла заміж за незнайомця».
Насер Хадер був названий на честь президента Єгипту Гамаля Абделя Насера. Батько Хадера емігрував до Європи в 1960-х роках — у період, коли європейські країни почали потребувати імміграції іноземних працівників. Сам Насер приєднався до свого батька лише в 1974 році, коли переїхав зі свого села в Сирії відразу до квартири в центрі Копенгагена — столиці Данії. Він закінчив гімназію Rysensteen у 1983 році.

## Політична кар'єра
Насер Хадер був обраний до парламенту Данії в 2001 році.

### 24-річне правило
У 2000 році Насер Хадер представив ідею 24-річного правила. У своїй книзі «Khader.dk» він стверджував, що це правило має бути включене в імміграційний закон Данії, щоб запобігти примусовим шлюбам. Після ухвалення закону 24-річне правило визначатиме політику Данії більше десяти років. Незважаючи на те, що звіт Rockwool Foundation за 2023 рік все ще викликає суперечки, він стверджує, що це б зменшило кількість возз'єднання сімей і що покоління молодих етнічних жінок, яке виросло після того, як це правило стало частиною імміграційного законодавства, пізніше одружуватиметься, пізніше народжуватиме дітей, матиме кращу освіту та одружуватиметься з чоловіками, яких вони зустріли в Данії.

### Jyllands-Posten
У 2006 році Насер Хадер отримав нагороду Freedom of Expression Award від Jyllands-Posten. Оскільки газета опублікувала карикатури на ісламського пророка Мухаммеда, журналіст Тім Дженсен повідомив, що «практикуючі мусульмани» в Данії сформували негативне та вороже ставлення до нього.
Ахмед Аккарі, прес-секретар групи данських імамів, які відвідали Близький Схід, шукаючи підтримки під час суперечки про карикатури на Мухаммеда в Jyllands-Posten, сказав наступне про Хадера:
«Якщо Хадер стане міністром інтеграції, цілком ймовірно, що хтось відправить двох хлопців, щоб підірвати його та міністерство». Vid. (о. )
У світлі погрози Ахмеда Аккарі Хадер заявив, що йому потрібно подумати, чи продовжувати займатися політикою. Коли пізніше Аккарі почув ці слова, він сказав, що пожартував. Пізніше, 1 квітня 2006 року, Хадер заявив, що повернеться в політику.

### Мережа журналістів
На початку своєї кар'єри Хадер мав хороші стосунки з кількома відомими політичними оглядачами та журналістами. Він також подружився з прем'єр-міністром Андерсом Фог Расмуссеном, а також двома колишніми прес-секретарями прем'єр-міністра Данії.
У документальному фільмі про карикатурний скандал на Мухаммеда Насер Хадер біжить за політичним коментатором Хенріком Квортрупом, вигукуючи: «Я не хочу приділяти цьому ідіоту більше часу», маючи на увазі Ахмеда Аккарі. Однак під час парламентської виборчої кампанії 2007 року Квортруп опублікував матеріал у своєму бульварному журналі Se og Hør, звинувачуючи Хадера в ухиленні від сплати податків. У відповідь Хадер назвав Квортрупа «свинею» — поширеною данською образою, подібною до слова «придурок». У грудні 2012 року Хадер був повністю виправданий за звинуваченнями в шахрайстві, але його добрі стосунки зі ЗМІ сильно постраждали від цього інциденту. Однак Квортруп стверджує, що ця історія правдива.

### Нова політична партія
Хадер, який раніше був членом Соціал-ліберальної партії, вийшов з партії 7 травня 2007 року, щоб створити власну партію «Новий альянс».
« Власне особистих причин для виходу з Соціал-ліберальної партії було багато. Мене давно засмучувала наївність моїх однопартійців, особливо під час карикатурного скандалу. Багато з них засуджували газету Jyllands-Posten за публікацію карикатур, але їм було важко засуджувати надмірну реакцію на карикатури на Близькому Сході. Моя колишня партія представляє типовий європейський інтелектуальний культурний релятивізм і наївність у найгіршому прояві. Їх загальний погляд виглядає приблизно так: усі погляди рівні. У 1980-х та 1990-х роках я поділяв цю точку зору, але тепер ні. Сьогодні я став неприязним до культурного релятивізму. Я вважаю це старомодним і непотрібним явищем. Тих, хто дотримується таких поглядів, я називаю „халяль-хіпі“ і більше не вірю, що всі цінності рівні. Деякі цінності кращі за інші, а демократичні цінності завжди стоятимуть вище за інші. Для мене демократія стоїть перед релігією, тому що демократія включає людей усіх типів, тоді як релігія та культура мають тенденцію виключати людей, які мають інші погляди чи спосіб життя.»
На національних виборах, що відбулися 13 листопада 2007 року, партія «Новий альянс» зуміла отримати п'ять місць. Це був перший випадок, коли новостворена партія була обрана до парламенту з 1987 року. 5 січня 2009 року партія розпустилася і перетворилася на Ліберальний альянс. Після короткого періоду незалежного члена парламенту Данії Хадер приєднався до Консервативної народної партії 17 березня 2009 року.

### Заборона бурки (паранджі)
У 2009 році Хадер вперше запропонував повністю заборонити паранджу в рамках інтеграційної ініціативи парламентської групи консерваторів, назвавши це «неданським» явищем та прикоадом «пригнічення жінок». Але тільки в травні 2018 року Данія приєдналася до кількох інших європейських країн, які заборонили одяг, який закриває обличчя, включно з ісламськими покривалами, такими як нікаб та бурку (паранджу). У голосуванні 75 проти 30 при 74 відсутніх законодавці схвалили закон, запропонований Хадером і широко відомий як заборона паранджі.

### Закон про згоду
У 2018 році Хадер виступав за прийняття закону про згоду. Хадер стверджував, що «глибоке занепокоєння викликає таке значне збільшення випадків зґвалтувань [серед іммігрантів]» і що існуючий Закон про сексуальні злочини не забезпечує належного захисту для жертв зґвалтувань.

### Клятва Уельсу
Будучи головою Комітету оборони парламенту Данії з 2018 року, Хадер став відомим захисником обіцянки Уельсу, збільшивши витрати на оборону до 2 % ВВП.

### Поза політикою
Хадер не був переобраний на загальних виборах у Данії 2011 року. Він перейшов до Інституту Гудзона на посаду старшого наукового співробітника, перш ніж успішно балотуватися до парламенту на національних виборах 18 червня 2015 року. Хадер покинув Консервативну народну партію в серпні 2021 року та продовжив бути незалежним депутатом парламенту Данії. Він також заявив, що не балотуватиметься для переобрання

## Суперечки
Плагіат
У 2003 році данська щоденна газета Politiken описала, як Хадер запозичив низку уривків у своїй книзі «Ære og Skam». Очевидно, уривки в книзі були скопійовані з двох його найгірших критиків того часу, данської мусульманської письменниці Аміни Тоннесен та доктора теології Ліссі Расмуссен. Хадер захищався, називаючи це непорозумінням, яке було ненавмисною та помилковою.
У 2017 році Насера Хадера знову звинуватили в плагіаті, коли данський тижневик Weekendavisen оприлюднив інформацію, що книга «Hjertet Bløder», яку Насер Хадер написав у співавторстві з журналістом Стігом Маттісеном, складалася з матеріалів запозичених з інших книг, статей і довідників, таких як Вікіпедія без будь-яких посилань. Видавництво Peoples Press негайно вилучило книгу зі згоди авторів. Жоден із авторів не несе відповідальності ні за випадковий, ні за навмисний плагіат.
Справа про наклеп
У вересні 2017 року Насер Хадер і двоє інших членів парламенту, Маркус Кнут та Мартін Генріксен, надіслали електронний лист трьом іншим членам парламенту. В електронному листі вони висунули низку серйозних звинувачень проти жінки-імама Шерін Ханкан та її колеги в так званому «Колі виходу», неурядовій організації, яка допомагає жінкам, які зазнали насильства релігійного та соціального характеру. Електронного листа було надіслано з метою запобігання запланованого фінансування «Exit Circle». Насер Хадер і двоє інших членів парламенту відмовилися вибачитися за звинувачення в електронному листі проти Ханкана, і Ханкан передала справу про наклеп до Високого суду, де вона програла. Пізніше Верховний суд підтвердив рішення Високого суду про виправдання Хадера, Маркуса Кнута та Мартіна Хенріксена за наклеп.
Звинувачення в нападі
У липні 2021 року п'ять жінок звинуватили Хадера в тому, що він кілька разів нападав на них на початку 2000-х років, зокрема намагався змусити одну з жінок вступити з ним в інтимну близькість. Хадер заперечує всі звинувачення. Після незалежного судового розслідування кілька юристів дійшли висновку, що Хадер не може подати до суду за наклеп, оскільки жодне з обвинувачень не було наклепом. Після розслідування Хадер вийшов з Консервативної народної партії. Хадер продовжував бути незалежним членом парламенту Данії. У той час він заявив: "У суспільстві, де панує верховенство права, мене засмучує те, що я не можу захищати себе і бути виправданим через суди. Я вже — без суду — дорого заплатив за звинувачення. Такі справи мають вирішувати суди — інакше ми нічим не кращі за режими, на які ми зазвичай показуємо пальцем. "

## Нагороди
- лицар Ордена Данеброг